# Бонитта, Марко
Марко Бонитта (итал. Marco Bonitta, р. 5 сентября 1963, Равенна) — итальянский волейбольный тренер. Под его руководством женская сборная Италии в 2002 году стала чемпионом мира.

## Биография
Тренерская карьера Марка Бонитты началась в 1989 году в родной Равенне в местном волейбольном клубе, юниорскую мужскую команду которого он привёл к победе в первенстве страны в своей возрастной категории. В следующем году Бонитта получил предложение перейти в женский волейбольный клуб «Олимпия Теодора» (Равенна), где также возглавлял команды юниорок и неоднократно приводил их к победам в первенствах Италии. В 1996 «Биг Пауэр» (так стала называться команда из Равенны, бывшая на протяжении более чем десятка лет лидером итальянского женского волейбола) неожиданно выбыла из серии А1 и задача возвращения в число сильнейших команд Италии была поручена Марко Бонитте. С этим он справился, после чего был приглашён в качестве наставника в «Фоппапедретти» из Бергамо, дважды подряд до этого становившуюся чемпионом Италии. Тренерский дебют в серии А1 для Бонитты сложился удачно. Уже первый сезон под его руководством принёс «Фоппапедретти» третье подряд «скудетто», а в 1999 команда из Бергамо в 4-й раз подряд стала чемпионом страны. Кроме этого Бонитта выиграл с Бергамо Кубок страны, Суперкубок (трижды подряд), а в 1999 и 2000 первенствовал в Кубке европейских чемпионов. В 2000 Марко Бонитта вернулся в Равенну и привёл местную «Теодору» к «бронзе» итальянского чемпионата.
В марте 2001 Бонитта был назначен главным тренером женской национальной сборной Италии, сменив на этом посту Анджело Фригони. Осенью того же годы итальянские волейболистки, ведомые новым наставником, впервые в своей истории дошли до финала чемпионата Европы, где в упорнейшем пятисетовом поединке уступили сборной России.
2002 год стал триумфом итальянского женского волейбола. Ведомая Бониттой национальная команда страны неожиданно для многих вышла в финал чемпионата мира, проходившего в Германии, где со счётом 3:2 победила сборную США и завоевала чемпионский титул. В дальнейшем под руководством Бонитты сборная Италии трижды подряд становилась призёром Гран-при, в 2005 — серебряным призёром первенства Европы, а в 2004 приняла участие в Олимпиаде, уступив в четвертьфинале кубинкам 2:3. В августе 2006 года, незадолго до чемпионата мира, где итальянкам предстояло защитить свой титул, Марко Бонитта был вынужден покинуть пост главного тренера из-за конфликта с рядом ведущих волейболисток.
В 2006—2007 Бонитта возглавлял мужскую команду серии А2 из города Кавриаго, а в 2007 был назначен наставником женской волейбольной сборной Польши. Работа в польской команде не принесла тренеру успехов. Ни в одном из турниров под руководством Бонитты польской сборной не удалось попасть в число призёров, а после неудачного результата Олимпиады-2008 в Пекине, где Польша выбыла из борьбы за медали уже после групповой стадии, Бонитта ушёл в отставку. Не лучшим образом на выступлении сборной Польши сказались непростые отношения между тренером и некоторыми лидерами национальной команды. 
В 2008—2014 Бонитта тренировал мужские команды, кроме сезона 2011—2012, когда он работал главным тренером женской команды «Клуб Италия» — базовой для молодёжной сборной страны.
В преддверии домашнего для Италии женского чемпионата мира 2014 Марко Бонитта вновь (после 8-летнего перерыва) возглавил женскую сборную страны. Под его руководством итальянские волейболистки уверенно прошли три групповых этапа первенства, одержав 10 побед в 11 матчах, но в полуфинале плей-офф уступили сборной Китая 1:3, а в поединке за «бронзу» — команде Бразилии 2:3. Без медалей осталась Италия и на чемпионате Европы 2015, проиграв в четвертьфинале волейболисткам России 2:3. В преддверии Олимпиады-2016 в целях усиления игры Бонитта вернул в сборную ряд ветеранов, но это не помогло итальянкам даже выйти из группы предварительного раунда, что повлекло отставку тренера.
В 2016 Бонитта назначен генеральным директором объединённого (мужского и женского) волейбольного клуба «Порто Робур Коста» (Равенна), а в 2019 году он стал совмещать эту должность с руководством мужской командой. 

## Тренерская карьера
- 1989—1990 —  «Равенна» — мужчины — тренер резерва;
- 1990—1996 —  «Олимпия Теодора» (Равенна) — женщины — тренер резерва;
- 1996—1997 —  «Биг Пауэр»/«Теодора» (Равенна) — женщины (серия А2) — главный тренер;
- 1997—2000 —  «Фоппапедретти» (Бергамо) — женщины (серия А1) — главный тренер;
- 2000—2001 —  «Теодора» (Равенна) — женщины (серия А1) — главный тренер;
- 2001—2006 —  женская сборная Италии;
- 2006—2007 —  «Кавриаго» — мужчины (серия А2) — главный тренер;
- 2007—2008 —  женская сборная Польши;
- 2008 —  «Таранто» — мужчины (серия А1) — главный тренер;
- 2009—2011 —  «Кавриаго» — мужчины (серия А2) — главный тренер;
- 2011—2012 —  «Клуб Италия» (Рим) — женщины (серия А2) — главный тренер;
- 2012 —  Мужская молодёжная сборная Италии - главный тренер;
- 2012—2014 —  «Порто Робур Коста» (Равенна) — мужчины (серии В1, А1) — главный тренер;
- 2013 —  Мужская молодёжная сборная Италии - главный тренер;
- 2014—2016 —  женская сборная Италии;
- 2015—2016 —  «Клуб Италия» (Рим) — женщины (серия А1) — главный тренер;
- 2019—2021 —  «Консар» (Равенна) — мужчины (серия А1) — главный тренер;
- 2021—2022 —  «Индыкпол-АЗС» (Ольштын) — мужчины (Плюс-лига) — главный тренер;
- 2022—2024 —  женская сборная Словении;
- 2022—2023 —  «Консар» (Равенна) — мужчины (серия А2) — главный тренер;
- 2023—2024 —  «Консар» (Равенна) — мужчины (серия А2) — спортивный директор;
- с 2024 —  «Остин» (Остин) — LOVB (League One Volleyball).

## Тренерские достижения
Женская сборная Италии:
- Чемпион мира 2002;
- серебряный (2004, 2005) и бронзовый (2006) призёр Гран-при;
- двукратный серебряный призёр чемпионатов Европы — 2001, 2005;
- чемпион Средиземноморских игр 2001.

Мужская молодёжная сборная Италии:
- бронзовый призёр молодёжного чемпионата мира 2013;
- чемпион Европы среди молодёжных команд 2012.

«Фоппапедретти» Бергамо:
- двукратный чемпион Италии — 1998, 1999.
- победитель розыгрыша Кубка Италии 1998.
- трёхкратный победитель розыгрышей Суперкубка Италии — 1997—1999.
- двукратный победитель розыгрышей Кубка европейских чемпионов — 1999, 2000;
  - бронзовый призёр Кубка европейских чемпионов 1998.

«Теодора» Равенна:
- бронзовый призёр чемпионата Италии 2001.

## Награды
- Кавалер ордена «За заслуги перед Итальянской Республикой» (8 ноября 2002)[5].
- Кавалер Золотой пальмовой ветви Национального олимпийского комитета Италии за тренерские заслуги (19 декабря 2017)[6].